# Guillermo Celis
 Guillermo León Celis Montiel (Sincelejo, Sucre, Colombia, 8 de mayo de 1993) es un futbolista colombiano que juega de centrocampista y actualmente juega en el Club Atletico Junior SA de la Categoría Primera A.

## Trayectoria
Producto de las divisiones inferiores del Junior, Celis rápidamente fue llamando la atención de los directivos del Junior que decidieron seguir su progresión haciéndolo debutar en el filial del Junior, el Barranquilla F. C.. Es un jugador que se desempeña de volante defensivo e incluso como cabeza de área.

### Barranquilla F. C.
Gracias a sus actuaciones con las inferiores del Junior fue cedido al Barranquilla F. C. (filial del Junior, para que pudiera ganar ritmo, debido a la falta de cupos en la planilla del primer equipo en el torneo colombiano. Debido a sus buenas actuaciones durante el 2011, fue promovido al Junior en el 2012, en enero de 2013 a pesar de haber sido inscrito con el primer equipo (y de haber jugado algunos partidos con el Junior) volvió a ser cedido al Barranquilla F. C. para ganar más ritmo debido a que Alexis García (técnico del Junior en ese entonces) no lo iba a tener muy en cuenta.

### Atlético Junior
Después de debutar en el Barranquilla F.C., en 2012 pasó a ser parte del Atlético Junior que el año anterior venía de ser campeón de la liga colombiana, no obstante no pudo consolidarse y sólo jugó 7 partidos en todo el año (ninguno como titular). En el 2013, con la salida de Jose Eugenio Hernández y la llegada de Alexis García en la dirección técnica, apenas logró disputar un par de minutos en la liga colombiana (1 partido) así como en la Copa Colombia, con lo cual hace que el alterne convocatorias con el Junior y el Barranquilla F.C..  
Con la salida de Alexis García y la llegada de Miguel Ángel López a la dirección del equipo, Celis se consolida como titular al punto de ser considerado como ídolo del club. En los octavos de final de la Copa Colombia el Junior enfrentó a Millonarios, en la ida el cuadro costeño había ganado 2 a 0 con dos goles de Édison Toloza, pero en la vuelta se repitió el marcador pero a favor de Millonarios y la serie se definió en los penales en los cuales Millonarios anotó 3 y el Junior erró todos siendo el de Celis en tercero y casi definitivo ya que el siguiente que pateó el penal (que fue Elkin Blanco) lo metió y eliminó al cuadro tiburón. Su primer gol con el Junior fue en la última fecha del torneo finalización 2013 frente al Medellín en el 3 a 2 poniendo Celis el 2 a 0 a favor del Junior teniendo una gran actuación y siendo aplaudido por el público asistente al estadio.

### SL Benfica
El 2 de julio se hace oficial su vinculación al Sport Lisboa e Benfica de la Primeira Liga de Portugal. Debutaría el 27 de agosto en la victoria de su club 3 a 1 frente a Nacional jugando los últimos 21 minutos.

### Vitória Guimarães
El 31 de enero de 2017 en el último día de fichajes sale cedido al Vitória Guimarães por seis meses. El 11 de febrero debuta con el Vitoria en la derrota como locales 2 a 0 frente al Porto. El 19 de julio Vitória compró los 50% de los derechos deportivos firmando por cuatro años el club, el Benfica se quedó con los otros 50% para una futura negociación.
En su debut en la temporada 2018-19 marca el gol del descuento en la caída 3-1 frente a su exequipo el SL Benfica. En enero de 2019 ficha por Colón de santa Fe de la primera división argentina.

### Deportes Tolima
En agosto del año 2020 fue confirmado como jugador del Deportes Tolima para competir en las siguientes temporadas, el 15 de octubre debutó con el vinotinto y oro, además marcó un gol en la victoria de su equipo. En diciembre de 2021 el jugador canceló su contrato con el club debido a una incapacidad por temas de salud.

## Selección nacional

### Selección juvenil
Celis fue citado durante todo el 2012 para integrar microciclos de preparación para el campeonato sudamericano sub-20 de 2013 que se realizó en enero de ese año, al final no pudo quedar seleccionado en la selección que quedó campeona en Argentina. En junio de ese mismo año fue seleccionado para jugar el torneo esperanzas de Toulon como preparación al mundial juvenil de esa categoría. En dicho torneo fue el titular indiscutido de la selección junto a Sebastián Pérez, en dicho torneo la selección quedó subcampeón y quedó seleccionado para el mundial, no obstante una lesión le impidió jugar el torneo.
El 27 de agosto del 2015 fue convocado por la selección sub-23, para participar en uno de los microciclos previos a los partidos de repechaje para los Juegos Olímpicos.

#### Participación en Torneos Juveniles
| Torneo Juvenil                      | Sede    | Resultado  | PJ | GA | Asis |
| ----------------------------------- | ------- | ---------- | -- | -- | ---- |
| Torneo Esperanzas de Toulon de 2013 | Francia | Subcampeón | 4  | 0  | 0    |

### Selección mayor
El 11 de febrero del 2016, Celis es convocado, junto con sus compañeros Jarlan Barrera, Vladimir Hernández y Jorge Enrique Arias, para el primer microciclo de preparación de la selección mayor con miras a la doble fecha de eliminatorias frente a Bolivia y a Ecuador, para posteriormente, el 10 de marzo de 2016, ser convocado para la doble fecha que afrontará Colombia, ante los anteriores equipos.
El 24 de marzo, realizó su debut con la Selección Colombia de fútbol en la categoría de mayores frente a la Selección de Bolivia. Al día siguiente, el 25 de marzo fue cedido de la Selección de Mayores a la Selección de fútbol sub-23 de Colombia a petición del "Piscis" Restrepo para afrontar el partido de vuelta del repechaje de los Juegos Olímpicos de Río de Janeiro 2016 el 29 de marzo.

#### Participaciones enCopas América
| Torneo                  | Sede           | Resultado    | PJ | GA | Asis |
| ----------------------- | -------------- | ------------ | -- | -- | ---- |
| Copa América Centenario | Estados Unidos | Tercer lugar | 4  | 0  | 0    |

#### Participaciones enEliminatorias al Mundial
| Eliminatoria                        | Sede del Mundial | Posición      | Resultado   | PJ | GA | Asis |
| ----------------------------------- | ---------------- | ------------- | ----------- | -- | -- | ---- |
| Eliminatorias Mundial de Rusia 2018 | Rusia            | 4°lugar 27pts | Clasificado | 1  | 0  | 0    |

## Estadísticas
| Club                          | Div                 | Temporada           | Liga  | Liga  | Copa Nacional | Copa Nacional | Copa Internacional | Copa Internacional | Total | Total |
| Club                          | Div                 | Temporada           | Part. | Goles | Part.         | Goles         | Part.              | Goles              | Part. | Goles |
| ----------------------------- | ------------------- | ------------------- | ----- | ----- | ------------- | ------------- | ------------------ | ------------------ | ----- | ----- |
| Barranquilla F. C. · Colombia | 2ª                  | 2011                | 1     | 0     | 1             | 0             | —                  | —                  | 2     | 0     |
| Barranquilla F. C. · Colombia | 2ª                  | 2013                | 1     | 0     | 1             | 0             | —                  | —                  | 2     | 0     |
| Barranquilla F. C. · Colombia | Total               | Total               | 2     | 0     | 2             | 0             | —                  | —                  | 4     | 0     |
| Junior · Colombia             | 1ª                  | 2012                | 1     | 0     | 6             | 0             | —                  | —                  | 7     | 0     |
| Junior · Colombia             | 1ª                  | 2013                | 20    | 2     | 6             | 0             | —                  | —                  | 26    | 2     |
| Junior · Colombia             | 1ª                  | 2014                | 28    | 0     | 10            | 0             | —                  | —                  | 38    | 0     |
| Junior · Colombia             | 1ª                  | 2015                | 34    | 4     | 12            | 0             | 4                  | 0                  | 50    | 4     |
| Junior · Colombia             | 1ª                  | 2016                | 13    | 0     | —             | —             | —                  | —                  | 13    | 0     |
| Junior · Colombia             | 1ª                  | 2025                | 7     | 0     | 1             | 0             | —                  | —                  | 8     | 0     |
| Junior · Colombia             | Total               | Total               | 103   | 4     | 35            | 0             | 4                  | 0                  | 142   | 6     |
| Benfica Portugal              | 1ª                  | 2016-17             | 3     | 0     | 1             | 0             | 2                  | 0                  | 6     | 0     |
| Benfica Portugal              | Total               | Total               | 3     | 0     | 1             | 0             | 2                  | 0                  | 6     | 0     |
| Vitória Guimarães Portugal    | 1ª                  | 2016-17             | 13    | 0     | 3             | 0             | —                  | —                  | 16    | 0     |
| Vitória Guimarães Portugal    | 1ª                  | 2017-18             | 15    | 0     | 4             | 0             | 5                  | 0                  | 24    | 0     |
| Vitória Guimarães Portugal    | 1ª                  | 2018-19             | 4     | 1     | 1             | 0             | —                  | —                  | 5     | 1     |
| Vitória Guimarães Portugal    | Total               | Total               | 32    | 1     | 8             | 0             | 5                  | 0                  | 45    | 1     |
| CA Colón Argentina            | 1ª                  | 2019                | 5     | 0     | 1             | 0             | 3                  | 0                  | 9     | 0     |
| CA Colón Argentina            | 1ª                  | 2019-20             | 1     | 0     | 2             | 0             | 2                  | 0                  | 5     | 0     |
| CA Colón Argentina            | Total               | Total               | 6     | 0     | 3             | 0             | 5                  | 0                  | 14    | 0     |
| Deportes Tolima · Colombia ·  | 1ª                  | 2020                | 4     | 1     | —             | —             | —                  | —                  | 4     | 1     |
| Deportes Tolima · Colombia ·  | 1ª                  | 2021                | 17    | 1     | 5             | 0             | 2                  | 0                  | 24    | 1     |
| Deportes Tolima · Colombia ·  | Total               | Total               | 21    | 2     | 5             | 0             | 2                  | 0                  | 28    | 2     |
| Once Caldas · Colombia ·      | 1ª                  | 2022                | 15    | 0     | —             | —             | —                  | —                  | 15    | 0     |
| Once Caldas · Colombia ·      | 1ª                  | 2023                | 9     | 0     | —             | —             | —                  | —                  | 9     | 0     |
| Once Caldas · Colombia ·      | Total               | Total               | 24    | 0     | —             | —             | —                  | —                  | 24    | 0     |
| Águilas Doradas · Colombia ·  | 1ª                  | 2023                | 20    | 0     | 3             | 0             | —                  | —                  | 23    | 0     |
| Águilas Doradas · Colombia ·  | 1ª                  | 2024                | 33    | 1     | 2             | 0             | 2                  | 0                  | 37    | 1     |
| Águilas Doradas · Colombia ·  | 1ª                  | 2025                | 15    | 1     | 2             | 0             | —                  | —                  | 17    | 1     |
| Águilas Doradas · Colombia ·  | Total               | Total               | 68    | 2     | 7             | 0             | 2                  | 0                  | 77    | 2     |
| Total en su carrera           | Total en su carrera | Total en su carrera | 259   | 11    | 61            | 0             | 20                 | 0                  | 340   | 11    |

## Palmarés

### Campeonatos nacionales
| Título                | Equipo          | País     | Año  |
| --------------------- | --------------- | -------- | ---- |
| Copa Colombia         | Junior          | Colombia | 2015 |
| Supercopa de Portugal | Benfica         | Portugal | 2016 |
| Categoría Primera A   | Deportes Tolima | Colombia | 2021 |